# رافاييل دوس سانتوس فرانثيسكودو
رافاييل دوس سانتوس فرانثيسكودو (9 أبريل 1983 في البرازيل – )؛ هو لاعب كرة قدم سابق كان يلعب كلاعب وسط.

## وصلات خارجية
- رافاييل دوس سانتوس فرانثيسكودو على موقع رابطة كرة القدم اليابانية للمحترفين (اليابانية)
- رافاييل دوس سانتوس فرانثيسكودو على موقع Soccerway.com (الإنجليزية)
- رافاييل دوس سانتوس فرانثيسكودو على موقع عالم كرة القدم.نت (الإنجليزية)